# Жълтурче
Жълтурчето (Ficaria verna, бившо Ranunculus ficaria L.), известно още като пролетно жълтурче и жълтурче лютиче, е нискорастящо, немъхнато многогодишно цъфтящо растение от семейство Лютикови (Ranunculaceae), родом от Европа и Западна Азия.
Жълтурчето има месести тъмнозелени, сърцевидни листа и отличителни цветове с яркожълти, лъскави венчелистчета. Въведено в Северна Америка, където е известно като buttercup, се счита за инвазивен вид. Растението е отровно, ако е погълнато сурово и потенциално фатално за паша на животни и добитък, като коне, говеда и овце. Поради тези причини няколко американски щата са забранили растението или го посочват като вреден плевел.
Предпочита гола, влажна земя и се счита от градинарите в Обединеното кралство за устойчив градински плевел, въпреки това много специализирани растения, собственици на разсадници и претенциозни градинари във Великобритания и Европа събират избрани култури на растението, включително бронзови и двуцветни сортове. Появява се в края на зимата с цветове, появяващи се от март до май във Великобритания. Появата му в пейзажа се счита от мнозина за предвестник на пролетта.
- Близък план
- Цветове в ранна пролет
- Типични коренови грудки. Тези структури се разделят лесно и могат да се превърнат в нови растения, което позволява на растението да колонизира бързо новите зони
- Луковиците се образуват в аксилите на листата на някои подвидове Ficaria verna след цъфтежа
- Инвазивен вид: плътен килим покрива гора в Пенсилвания